# Sympistis isis
Sympistis isis là một loài bướm đêm thuộc họ Noctuidae. Nó được tìm thấy ở Utah.
Sải cánh dài khoảng 30 mm.